# Hensmania
Hensmania is een geslacht uit de familie Hemerocallidoideae. De soorten komen voor in West-Australië.

## Soorten
- Hensmania chapmanii
- Hensmania stoniella
- Hensmania turbinata